# باشگاه فوتبال لینفیلد
باشگاه فوتبال لینفیلد (به انگلیسی: Linfield F.C.) (ملقب به آبی‌ها) باشگاهی فوتبال واقع در بلفاست، ایرلند شمالی است. این باشگاه هم‌اکنون در لیگ برتر ایرلند شمالی حضور دارد. باشگاه فوتبال لینفیلد با ۵۱ عنوان قهرمانی پر افتخارترین تیم فوتبال ایرلند شمالی است.

این باشگاه در سال ۱۸۸۶ تأسیس شد. ورزشگاه خانگی این تیم ویندسور پارک با گنجایش ۱۸٬۱۶۷ نفر است. این باشگاه در هر دو فصل ۱۹۲۱–۲۲ و ۱۹۶۱–۶۲، ۷ جام را کسب کرد که در نوع خود رکوردی جالب به‌شمار می‌آید. همچنین این باشگاه با ۴۱ عنوان قهرمانی در جام حذفی رکوردار این پیکارها است. باشگاه فوتبال لینفیلد ۲۵ فصل هر در دو جام لیگ و حذفی به مقام قهرمانی رسیده و رکوردار بیشترین کسب دوگانه در میان تمامی باشگاه‌های فوتبال دنیا می‌باشد.
نوید ناصری هم اکنون عضو این تیم است.

## رده‌بندی یوفا
در رده‌بندی تیم‌های اروپایی که در سال ۲۰۱۵ توسط یوفا انجام شد، باشگاه فوتبال لینفیلد در رده ۲۶۹ام اروپا قرار دارد.
| رده | تیم               | امتیاز |
| --- | ----------------- | ------ |
| ۲۶۷ | دودلانژ           | ۵٫۰۲۵  |
| ۲۶۸ | اینتر باکو        | ۵٫۰۰۰  |
| ۲۶۹ | اولمپیا لیوبلیانا | ۴٫۹۷۵  |
| ۲۶۹ | لینفیلد           | ۴٫۹۷۵  |
| ۲۷۱ | دیلا گوری         | ۴٫۸۷۵  |
| ۲۷۲ | بوتف پلوودیف      | ۴٫۸۵۰  |
| ۲۷۲ | برو آستارا زاگورا | ۴٫۸۵۰  |